# Episodi di Una moglie per papà (terza stagione)
La terza stagione della serie televisiva Una moglie per papà è stata trasmessa in anteprima negli Stati Uniti d'America dalla ABC tra il 15 settembre 1971 e il 1º marzo 1972.
| nº | Titolo originale                   | Titolo italiano | Prima TV USA      | Prima TV Italia |
| -- | ---------------------------------- | --------------- | ----------------- | --------------- |
| 1  | My Son, the Artist                 |                 | 15 settembre 1971 |                 |
| 2  | The Candidate                      |                 | 22 settembre 1971 |                 |
| 3  | Getting Back on the Horse          |                 | 29 settembre 1971 |                 |
| 4  | Tell It Like I'm Telling You It Is |                 | 6 ottobre 1971    |                 |
| 5  | A Very Different Drummer           |                 | 13 ottobre 1971   |                 |
| 6  | The Bicycle Theft                  |                 | 20 ottobre 1971   |                 |
| 7  | Two's Company                      |                 | 27 ottobre 1971   |                 |
| 8  | Happy Birthday to You              |                 | 3 novembre 1971   |                 |
| 9  | Or Else                            |                 | 10 novembre 1971  |                 |
| 10 | Thy Neighbor Loves Thee            |                 | 17 novembre 1971  |                 |
| 11 | A Little Red                       |                 | 1º dicembre 1971  |                 |
| 12 | A Brave at Natchanoomi             |                 | 8 dicembre 1971   |                 |
| 13 | The Blarney Stone                  |                 | 15 dicembre 1971  |                 |
| 14 | Prince Charming                    |                 | 29 dicembre 1971  |                 |
| 15 | The Choice                         |                 | 5 gennaio 1972    |                 |
| 16 | The Karate Story                   |                 | 12 gennaio 1972   |                 |
| 17 | Very Young Man with a Horn         |                 | 19 gennaio 1972   |                 |
| 18 | The Investors                      |                 | 26 gennaio 1972   |                 |
| 19 | It's All Write with Me             |                 | 2 febbraio 1972   |                 |
| 20 | A Little Help from My Friend       |                 | 9 febbraio 1972   |                 |
| 21 | In the Eye of the Beholder         |                 | 16 febbraio 1972  |                 |
| 22 | Time for a Change                  |                 | 23 febbraio 1972  |                 |
| 23 | We Love Annie                      |                 | 1º marzo 1972     |                 |